# 諏訪蘇山 (初代)
初代 諏訪 蘇山（すわ そざん、嘉永4年5月25日（1851年6月24日） - 1922年（大正11年）2月8日）は、明治、大正時代の陶芸家。名は好武。別号は金水堂、精斎。旧加賀藩士。帝室技芸員。

## 概要
加賀藩で武芸を学び、軍務に携わった後、1873年（明治6年）任田屋徳次に陶芸を学び、1876年（明治9年）大井村に工場を設立した。坂井、高岡、九谷陶器会社、金沢区立工業学校、山内伊右衛門工場など北陸地方各地で陶器、煉瓦の製造、指導を行った。
1900年（明治33年）京都市の錦光山宗兵衛工場に務めた後、1907年（明治40年）五条坂に独立した。1914年（大正3年）李氏朝鮮で高麗窯再建に携わり、1917年（大正6年）宮内省帝室技芸員に選ばれた。
金水堂の号は大徳寺管長見性宗般、精斎の号は妙法院門跡村田寂順から贈られたもの。

## 生涯

### 製陶以前
嘉永4年（1851年）5月25日加賀国金沢馬場六番丁（石川県金沢市小橋町）に諏訪重左衛門の長男として生まれた。幼名は栄三郎。文久3年（1863年）13歳で父を喪ったため、藩の規定により元治元年（1864年）14歳で家名を継ぎ、同時に剣道、馬術、水練術の免許を得て家督を相続、手工により家計を支えた。
明治元年（1868年）1月壮猶館教授役、明治2年（1869年）12月合図方練習、明治3年（1870年）10月五番大隊合図長を務め、12月修業のため上京し、明治4年（1871年）2月東京府兵関門上役となったが、上官と対立して5月帰郷し、12月軍を離れた。
明治5年（1872年）2月金沢航海学校に入学したが、1873年（明治6年）2月閉校となり、退学した。この間水産講習所で教員として働き、捕鯨用麻縄、缶詰、燻製、塩漬けについて研究した。

### 北陸時代
1873年（明治6年）4月任田屋徳次に初めて陶画を学び、1875年（明治8年）2月上京、工部省教師フェノロサ邸隣に住んで美術工芸を学び、また大学校教師ゴットフリード・ワグネルに化学を学んだ。1876年（明治9年）2月大井村に工場を設立し、橋本雅邦、久保田米僊等を招いて陶像、石膏像の製作、模型の捻造を行った。

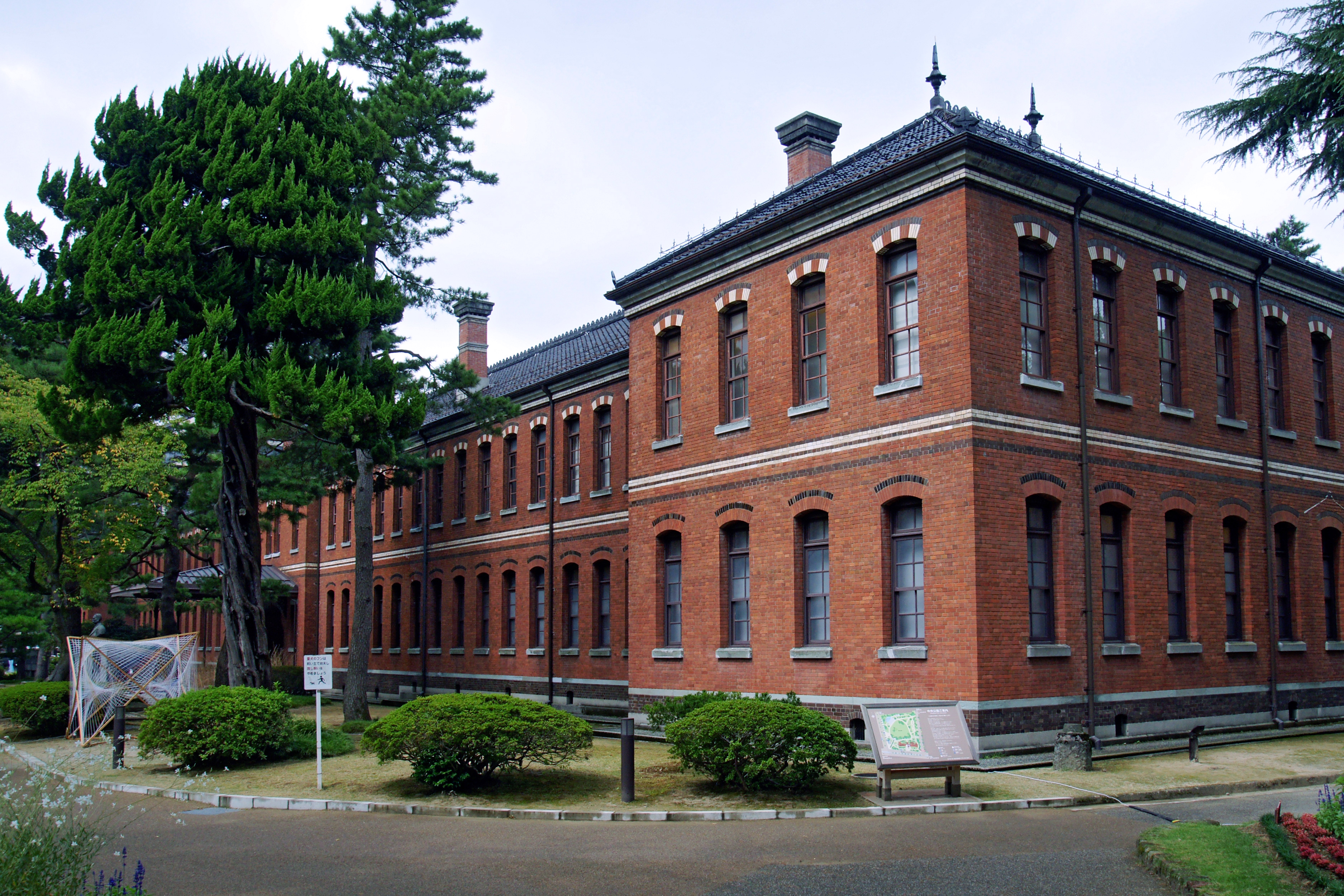
第四高等中学校校舎は四高記念文化交流館として現存する。

1877年（明治10年）8月瀬戸、京都の製陶所を視察し、九鬼隆一に従い奈良正倉院、法隆寺の古美術を鑑賞した。1878年（明治11年）7月福井県坂井港で製陶の改良に携わり、1880年（明治13年）9月石川県江沼郡九谷陶器会社で陶芸を教える傍ら、陶像置物を考案し、1884年（明治17年）1月帰京した。
1884年（明治17年）6月石川県工業考案者に任じられ、1886年（明治19年）高岡町で鉄瓶の蝋型改良に従事した。1887年（明治20年）7月19日金沢区立工業学校補助教員となり、1888年（明治21年）6月石川県銅器会社で蝋型改良に携わった。
第四高等中学校開校に当たり、煉瓦調達のため上京して直接文部大臣森有礼に相談し、技師久留正道の協力で7月河北郡法光寺村で煉瓦を製造した。
1889年（明治22年）4月1日石川県立工業学校助教諭試補となり、1892年（明治25年）4月1日彫刻科教員の仮免許を受け、4月4日助教諭に進んだ。1893年（明治26年）大病から蘇生し、蘇山と号した。
1896年（明治29年）11月30日休職し、福井県丹生郡宮崎村字小層原の山内伊右衛門工場で陶芸を教え、土管製造場を監督した。1897年（明治30年）3月12日金沢市八木煉化工場主管として煉瓦窯を設計、1898年（明治31年）2月富山県伏木煉瓦株式会社場長兼技術長に転じ、1899年（明治32年）12月辞職した。

### 京都時代
1900年（明治33年）1月京都に行き、粟田の錦光山宗兵衛工場で製陶改良に携わり、彩釉透彫花瓶を製作した。1901年（明治34年）10月7日日本大菩提会技術員となり、日暹寺でシャム国王寄贈の仏舎利を入れる仏龕を製作し、1903年（明治36年）10月辞職した。
1906年（明治39年）10月錦光山工場を辞し、1907年（明治40年）1月京都市五条坂に独立して窯を構えた。七官青磁、交趾釉、白高麗、漆黒釉等、多岐に渡る様式を研究し、1913年（大正2年）には鳥の子青磁を考案した。
1914年（大正3年）1月李王職の依頼で朝鮮に渡り、高麗古窯旧跡を調査し、11月帰国して窯の再建を指導した。1915年（大正4年）6月昌徳宮苑内鷹峰に完成すると、8月再訪して焼成実験を行い、10月帰国した。
1917年（大正6年）6月11日宮内省帝室技芸員に選ばれ、1919年（大正9年）久邇宮邦彦王台湾訪問、1921年（大正10年）聖徳太子1,300年忌等に際し作品を献上した。

### 死去
1922年（大正11年）1月風邪に罹り、肺炎を併発、持病の神経衰弱症が加わり、2月7日脳溢血を発症、8日午後10時死去した。同日従七位に叙された。14日建仁寺方丈で葬式が営まれ、金沢の菩提寺笹ヶ町興徳寺に分骨された。法名は金水院蘇山精斎居士。
死後、養女虎子が諏訪蘇山 (二代)として窯を継ぎ、1970年（昭和45年）諏訪修が諏訪蘇山 (三代)、2002年（平成14年）その三女中村公紀が諏訪蘇山 (四代)を名乗る。

## 作品
- 李白観瀑大陶像 - 1878年（明治11年）作。吹上御殿に飾られた[2]。
- 唐獅子大陶像 - 1881年（明治14年）第2回内国勧業博覧会に出品し、昭憲皇太后に買い取られた[2]。
- 色絵龍燈鬼置物 - 1884年（明治17年）作。石川県立美術館所蔵[4]。
- 彩釉唐人物置物 - 1885年（明治18年）作。石川県立美術館所蔵[5]。
- 伊羅保釉高麗狗 - 1910年（明治43年）8月若宮八幡宮社に奉納[2]。
- 練上菓子鉢 - 1914年（大正3年）作。石川県立美術館所蔵[6]。
- 青瓷鳳凰耳花瓶 - 1914年（大正3年）12月作。東京国立博物館に寄贈[7][8]。
- 青磁切立香炉 - 1915年（大正4年）京都大典記念博覧会に出品。泉屋博古館所蔵[9]。
- 青瓷鳳雲文花瓶 - 1919年（大正8年）作。三の丸尚蔵館所蔵。
- 飛青瓷花瓶 - 京都国立近代美術館所蔵[10]。
- 梅透彫花瓶 - 石川県立美術館所蔵[11]。
- 唐人物置物 - 石川県九谷焼美術館所蔵[12]。
- 一つ目小僧置物 - 石川県九谷焼美術館所蔵[13]。
- 葡萄透かし花瓶 - 石川県立工業高等学校所蔵[14]。

## 親族
- 父：諏訪好方 - 通称は重左衛門。文久3年（1863年）7月30日没[2]。
- 母：へん - 藩馬医[1]渡辺与左衛門次女。1896年（明治29年）5月5日没[2]。
  - 弟：諏訪好直 - 安政元年（1854年）8月9日生[2]。彫刻をよくした[1]。
  - 妹：こと - 文久2年（1862年）10月27日生[2]。時計商米沢余根吉に嫁ぎ、粘土をよくした[1]。
- 妻：富子 - 師任田屋徳次次女。1879年（明治12年）8月8日入籍[2]。
  - 長男：諏訪好精 - 1883年（明治16年）10月11日生、1912年（大正元年）12月31日没[2]。
  - 養女：諏訪蘇山 (二代) - 名は虎子。弟好直次女[2]。